# Scota

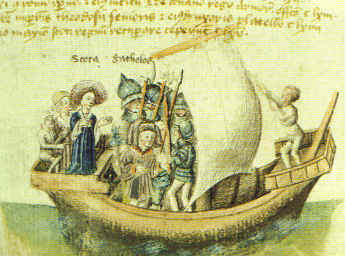
Scota (à gauche) et Goídel Glas voyageant depuis l'Égypte, manuscrit du XVe siècle du Scotichronicon de Walter Bower; dans cette version Scota et Goídel Glas (latinisé en Gaythelos) sont mari et femme.

Scota (ou Scotia) est le nom donné dans la mythologie celtique irlandaise et écossaise à la fille légendaire d'un pharaon d'Égypte qui serait à l'origine de la lignée des Gaels en Irlande et en Écosse avec les invasions par les Scots d'Argyll et de la Calédonie (région qui devient par la suite l'Écosse).

## Histoire
L'historien écossais Edward J. Cowan fixe la première mention de Scota au XIIe siècle. Cependant, un texte retrouvé dans une édition du XIe siècle du Historia Brittonum contient déjà une référence à Scota.
Scota était la fille d'un pharaon égyptien descendant de Moïse. Elle se marie à Goídel Glas (en) (latinisé en Gaythelos), à l'origine de la lignée des Gaels après son exil d'Égypte. Gaythelos vit à l'époque de Moïse et aurait été guéri par ce dernier après avoir été victime d'une morsure de serpent. Moïse lui annonça aussi qu'il serait protégé des serpents et autres créatures vénimeuses dans les îles de l'ouest. On prétend aussi que Goidel est le fils de Scota et Niul. Ce dernier et le fils de Fenius Farsa, un roi exilé de la Scythie.
Dans l'ouvrage Scota, Egyptian Queen of the Scots, Ralph Ellis identifie Gaythelos comme pharaon du IIIe siècle av. J.-C. S'appuyant sur cette version, certains affirment que Scota est en fait Ânkhésenamon, fille d'Akhénaton et de Néfertiti et mariée à Toutânkhamon. Son deuxième mari Aÿ ayant été forcé à l'exil et s'étant établi sur la péninsule ibérique, les évènements se rejoignent.
Une autre légende fait de Míl Espáine le mari de Scota, et l'inscrit dans les origines de la péninsule ibérique antique. Leur fils Hiber aurait découvert l'Irlande et l'aurait nommé du nom de sa mère. Une autre version affirme que Scota aurait été mariée à Niul, petit-fils de Gaythelos, et que la femme de Míl Espáine, aussi appelée Scota, est d'une génération suivante. Ce serait ce couple qui identifia l'Irlande comme l'île objet des prêches de Moïse. Míl Espáine mourut en Espagne mais Scota et ses enfants sont parvenus jusqu'en Irlande. Selon les légendes scots, leurs descendants montèrent jusqu'en Écosse et vaincurent les Pictes. La déclaration d'Arbroath (1320) corrobore cette version.
Baldred Bisset (en) est le premier à associer Scota à la pierre du destin dans son œuvre Processus de 1301.

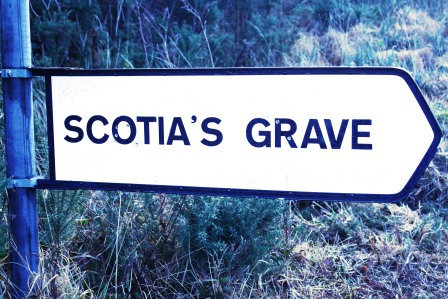
Panneau indiquant la tombe de Scota à Tralee Town.

La tombe de Scota est supposée se trouver au sud de Tralee Town, dans le comté de Kerry en Irlande.

### Pages liées
- Pierre du destin
- Mythologie celtique irlandaise
- Mythologie écossaise
- Ânkhésenamon